# 啄花雀
啄花雀（学名：Parmoptila woodhousei）是梅花雀科啄花雀属的一个常见物种，生活在中非的湿地中，全球的活动范围约190,000平方（19,000,000公頃）。

## 习性
啄花雀栖息于亚热带或热带的低地湿润森林，分布于安哥拉、喀麦隆、中非共和国、刚果共和国、刚果民主共和国、赤道几内亚、加蓬、尼日利亚、坦桑尼亚和乌干达。